# Ведезета
Ведезета (итал. Vedeseta) — коммуна в Италии, находится в регионе Ломбардия, в провинции Бергамо.
Население составляет 225 человек (2008), плотность населения составляет 11 чел./км². Занимает площадь 20 км². Почтовый индекс — 24010. Телефонный код — 0345.
Покровителем коммуны почитается святой Антоний Великий, празднование 17 января.

## Демография
Динамика населения:

## Администрация коммуны
- Официальный сайт: http://www.comune.vedeseta.bg.it/